# Beskid Żywiecki
Beskid Żywiecki je pohoří na polsko-slovenských hranicích. Z pohledu polského členění podle Jerzyho Kondrackiego pod něj patří i Kysucké a Oravské Beskydy na slovenské straně; z pohledu slovenského členění jsou to samostatné geomorfologické celky (jejichž pokračování na polské straně ale není dobře definováno).
Tato část Beskyd dostala název podle polského města Żywiec. Její hlavní hřeben tvoří státní hranici. Zde leží také nejvyšší vrchol Żywieckých Beskyd i celých Vnějších Západních Karpat, Babia Góra (slovensky Babia hora, česky Babí hora).